# Zaghouania
Zaghouania är ett släkte av svampar. Zaghouania ingår i familjen Pucciniaceae, ordningen Pucciniales, klassen Pucciniomycetes, divisionen basidiesvampar och riket svampar.
|            | Puccinia                                                                   |
|            |                                                                            |
|            | Uromyces                                                                   |
|            |                                                                            |
|            | Gymnosporangium                                                            |
|            |                                                                            |
|            | Cumminsiella                                                               |
|            |                                                                            |
|            | Miyagia                                                                    |
|            |                                                                            |
|            | Xenostele                                                                  |
|            |                                                                            |
|            | Endophyllum                                                                |
|            |                                                                            |
|            | Chrysopsora                                                                |
|            |                                                                            |
|            | Roestelia                                                                  |
|            |                                                                            |
|            | Stereostratum                                                              |
|            |                                                                            |
|            | Polioma                                                                    |
|            |                                                                            |
| Zaghouania | \| \| Zaghouania phillyreae \| \| \| \| \| \| Zaghouania oleae \| \| \| \| |
|            | \| \| Zaghouania phillyreae \| \| \| \| \| \| Zaghouania oleae \| \| \| \| |
|            | Ramakrishnania                                                             |
|            |                                                                            |
|            | Cystopsora                                                                 |
|            |                                                                            |
|            | Kernella                                                                   |
|            |                                                                            |
|            | Corbulopsora                                                               |
|            |                                                                            |
|            | Coleopucciniella                                                           |
|            |                                                                            |
|            | Chrysocyclus                                                               |
|            |                                                                            |
|            | Chrysella                                                                  |
|            |                                                                            |
|            | Cleptomyces                                                                |
|            |                                                                            |
|            | Zaghouania phillyreae                                                      |
|            |                                                                            |
|            | Zaghouania oleae                                                           |
|            |                                                                            |

|  | Zaghouania phillyreae |
|  |                       |
|  | Zaghouania oleae      |
|  |                       |